# Anton Fredrik Kock
Anton Fredrik Kock, född 28 februari 1758, död 23 januari 1841 i Hedvig Eleonora församling, Stockholm, var en svensk orgelbyggare. Han var far till protokollssekreteraren i justitierevisionsexpeditionen Carl Anton Kock.
Kock fick krigsråds titel 1812. Kock invaldes som ledamot nummer 246 i Kungliga Musikaliska Akademien den 30 april 1825.

## Biografi
Kock var son till laboratorieskrivaren Johan Niclas Kock (1723—1782) i Stockholm. Kock gifte sig med Johanna Ulrica Furubom, dotter till sidenfabrikören Hans Magnus Furubom. Han avled av slag den 23 januari 1841 i Hedvig Eleonora församling och begravdes 3 februari samma år.

## Orgelverk
| År   | Ursprunglig kyrka | Stift    | Bild | Manualer | Pedal   | Stämmor | Bevarad orgel/fasad | Övrigt |
| ---- | ----------------- | -------- | ---- | -------- | ------- | ------- | ------------------- | --- |
| 1818 | Säters kyrka      | Västerås |      | 2        | Bihängd | 16      | Nej/Nej             | 1817–1818 färdigställde han orgeln i Säters kyrka, som hade påbörjats 1811 av Olof Schwan, Stockholm. En ny orgel byggdes 1903 av Johannes Magnusson, Göteborg. |